# 화천댐
화천댐(華川-)은 대한민국 강원특별자치도 화천군 북한강에 위치한 콘크리트 중력댐이다. 1944년 수력 발전 전용으로 완공되었다. 전력생산을 위주로 하는 발전용 댐으로서 한국수자원공사가 아닌 한국전력공사 기업집단에 속한 한국수력원자력주식회사가 관할하고 있다. 한국 전쟁에서 기습의 초점이 되기도 하였으며, 조선민주주의인민공화국의 임남댐 방류로 인한 범람을 예방하는 역할을 하였다.

## 배경
화천댐은 일제강점기 시절 제2차 세계 대전 참전국인 일본이 대륙 침략을 위한 에너지원으로 건설한 것이다. 1939년 7월 한강수력전기회사가 설립되고, 1944년 10월 댐이 완공되었다. 완공 몇개월 전인 5월, 제1호기를 준공, 발전을 개시하였고, 10월에 2호기를 준공하였다. 3호기는 1957년 11월 준공하였으며, 1968년 6월 4호기를 마지막으로 준공하였다. 2005년 상류 지역에 평화의 댐의 건설되기 전까지 화천댐은 조선민주주의인민공화국의 임남댐 붕괴나 방류로 인한 피해를 막아내는 1차 방어선이었다.

### 한국 전쟁 공습
1951년 4월 8일 한밤중, 인민군과 중공군이 댐의 방수로를 통해 넘치는 물을 방류하였고, 하류에 있던 유엔군의 부교 다섯 개가 파괴되었다. 화천댐은 이전부터 수력 발전 기능과 갈수기 때는 용수 공급을 통제하고 풍수기 때는 하류를 범람시킬 수 있었기 때문에 해당 지역의 난제이자 핵심 시설이었고, 유리한 위치에 서기 위해서는 댐을 점령하거나 파괴해야만 했다. 4월 9일, 그 지역에서 러기드 작전을 시행 중이던 7기병연대는 댐을 점령하려는 시도를 하였으나 견고한 방어로 인해 실패하였다. 4월 16일과 21일 사이, 동맹군이 댐을 확보하고 댐의 수문을 파괴하려고 했으나 중공군의 반격으로 실패하였다. B-29가 댐을 무력화하는데 실패한 후, 4월 30일 스카이레이더가 티이니 팀 로켓을 발사하고 2,000파운드 폭탄 한 쌍을 투하하여 여수로문 하나를 파괴하였다. 5월 1일, 19 비행군이 Mk 13 어뢰를 장착한 스카이레이더 8기가 코르세어 12기의 호위를 받으며 댐을 공습하였다. 어뢰 여덟 발 중 일곱 발이 댐에 충돌하였고 여섯 발이 폭발하였다. 이 공격으로 수문 한 개가 파괴되고 나머지 수문도 손상을 입게 되면서 댐 방류로 인한 범람 위협을 줄일 수 있게 되었다. 작전에 참여한 미국 해군 비행대 중 하나인 VFA-195는 타이거스(Tigers)에서 댐버스터스(Dambusters)로 명명되었다.
이 공습은 전 세계적으로 공중 어뢰를 지상 목표에 쓴 마지막 경우이며, 한국 전쟁에서 어뢰가 쓰인 유일한 작전이었다.

## 같이 보기
- 수풍댐